# 다카구

다카구의 위치

다카구(벵골어: ঢাকা জেলা)는 방글라데시 중부에 위치한 구로 행정 구역상으로는 다카주에 속한다. 구청 소재지는 방글라데시의 수도이자 다카주의 주도이기도 한 다카이며 면적은 1,463.6km2, 인구는 12,043,977명(2011년 기준)이다.
6개 시를 관할한다. 부리강가강 동안과 접하며 북쪽으로는 가지푸르구, 탕가일구, 남쪽으로는 문시간지구, 라지바리구, 동쪽으로는 나라양간지구, 서쪽으로는 마니크간지구와 접한다.

## 인구
| 연도     | 인구       | ±% p.a. |
| -------- | ---------- | ------- |
| 1981     | 4,023,838  | —       |
| 1991     | 5,839,642  | +3.79%  |
| 2001     | 8,511,228  | +3.84%  |
| 2011     | 12,043,977 | +3.53%  |
| 2022     | 14,734,025 | +1.85%  |
| Sources: |            |         |

## 같이 보기
- 방글라데시의 구

1. ↑  《Population and Housing Census 2022: Preliminary Report》. Bangladesh Bureau of Statistics. August 2022. viii, 29, 38, 45쪽. ISBN 978-984-35-2977-0.
2. ↑  “Bangladesh Population and Housing Census 2011 Zila Report – Dhaka” (PDF). 《bbs.gov.bd》. Bangladesh Bureau of Statistics.